# A császárnő
A császárnő (eredeti cím: Emperatriz) 2011-es mexikói telenovella, amit Javier Patrón Fox és Carlos Ángel Guerra alkotott. A főbb szerepekben Gabriela Spanic, Bernie Paz, Sergio Bustamante, Adriana Louvier és Marimar Vega látható.
Mexikóban 2011. április 5-én az Azteca 13,  Magyarországon 2011. szeptember 12-én a Cool TV mutatta be.

## Történet
Emperatriz egy Los Angelesben élő szegény nő. Mexikóból ment át Los Angelesbe, de egy napon kitoloncolják a kollégáit. Egy gazdag férfi szeretője, akitől terhes lesz – de a gyereket a férfi családja neveli fel, hogy a lánynak ne kelljen nélkülöznie. A férfinek van még másik két lánya. Mikor Emperatriz visszatér a házba, nem tudja, ki a lánya a három lány közül. Beleszeret ott egy férfiba, de balszerencséjére a lánya is ugyanebbe a férfiba szeret bele.

## Szereplők
| Színész                | Szerep                                | Megjegyzés                                                                 | Magyar hang                              |
| ---------------------- | ------------------------------------- | -------------------------------------------------------------------------- | ---------------------------------------- |
| Gabriela Spanic        | Emperatriz Del Real Jurado de Miranda | Perfecta lánya, Esther édesanyja                                           | Orosz Anna                               |
| Bernie Paz             | Alejandro Miranda                     | Margarita del Real özvegye, Justo veje                                     | Szatmári Attila                          |
| Sergio de Bustamante   | Justo del Real                        | Alma Rosa és Emperatriz édesapja                                           | Várday Zoltán                            |
| Rafael Sánchez Navarro | Manuel León                           | Emperatriz férje                                                           | Sörös Sándor                             |
| Adriana Louvier        | Esther Mendoza Del Real               | Emperatriz és Armando lánya                                                | F. Nagy Erika                            |
| Marimar Vega           | Elisa Mendoza Del Real                | Alma Rosa és Armando lánya                                                 | Sánta Annamária                          |
| Miriam Higareda        | Elena Mendoza Del Real                | Alma Rosa és Armando lánya                                                 | Bogdányi Titanilla                       |
| Julieta Eggurola       | Perfecta Jurado                       | Emperatriz édesanyja, Roberto felesége                                     | Zsurzs Kati                              |
| Omar Fierro            | Armando Mendoza                       | Alma Rosa férje, Esther, Elisa és Elena édesapja                           | Bácskai János                            |
| Carmen Delgado         | Graciela «La Gata» Mendoza            | Armando testvére                                                           | Rátonyi Hajni                            |
| Alberto Guerra         | Dr. Mauricio Gómez                    | Orvos                                                                      | Dányi Krisztián                          |
| Ana Karina Guevara     | Cocó Álvarez                          | Emperatríz titkárnője és jó barátja                                        | Udvarias Anna                            |
| Concepción Márquez     | Agustina Morales                      | Házvezetőnő a del Real-házban                                              | Szabó Éva                                |
| Dora Montero           | Lola Martínez                         | Cseléd                                                                     | Fon Gabi (1. hang) Sáfár Anikó (2. hang) |
| Carlos Martínez        | Gonzalo Islas                         | Elena férje                                                                | Papp Dániel                              |
| Fabián Peña            | Benito Ramírez                        | Graciela férje                                                             | Mikula Sándor                            |
| René Campero           | Roberto Jurado                        | Perfecta férje                                                             | Cs. Németh Lajos                         |
| Marcela Pezet          | Isabel Cristina Andueza               | Antonieta lánya                                                            | Ruttkay Laura                            |
| Mar Carrera            | Alma Rosa del Real de Mendoza         | Justo lánya, Armando felesége, Elisa és Elena édesanya, Esther nevelőanyja | Náray Erika                              |
| Jorge Alberti          | Nicolás "Nico" Galván Castillo        | Esther férje                                                               | Juhász Zoltán                            |
| Niurka Marcos          | Ángela Galván Castillo "Quimera"      |                                                                            | Agócs Judit                              |
| Larisa Mendizábal      | Doris                                 | Justo menyasszonya                                                         | Pikali Gerda                             |
| Erika de la Rosa       | Dr. Ximena Castellanos                | Orvos                                                                      | Kiss Virág                               |
| Irma Infante           | Antonieta                             | Isabel Cristina édesanyja                                                  | Halász Aranka                            |
| Sandra Destenave       | Marlene Martínez de León              |                                                                            | Pokorny Lia                              |
| Daniela Garmendia      | Cynthia                               |                                                                            | Sági Tímea                               |
| Mercedes Pascual       | Leonor Bustamente de Del Real         |                                                                            | Illyés Mari                              |
| Paloma Woolrich        | Josefa Islas                          | Gonzalo édesanyja                                                          | Tóth Judit                               |
| Alma Rosa Añorve       | Consuelo                              |                                                                            | Málnai Zsuzsa                            |
| Luis René Aguirre      | Leopoldo                              |                                                                            | Barabás Kiss Zoltán                      |
| Alfonso Bravo          | Jaime                                 |                                                                            | Koncz István                             |
| David Muri             | Federico                              |                                                                            | Horváth-Töreki Gergely                   |
| Citlali Galindo        | Lorena Salazar                        |                                                                            | Törtei Tünde                             |
| Isabel Yudice          | Estefany                              |                                                                            | Boldog Emese                             |
| Elia Domenzain         | Mariana Ramírez                       |                                                                            | Molnár Zsuzsa                            |
| Estela Cano            | Bárbara                               |                                                                            | Gulás Fanni                              |
| Marcela Guirado        | (fiatal) Esther Mendoza               | Emperatriz és Armando lánya                                                | Csifó Dorina                             |
| Alicia Jaziz           | (fiatal) Elisa Mendoza                | Alma Rosa és Armando lánya                                                 | Tamási Nikolett                          |
| Alejandra Zaid         | (fiatal) Elena Mendoza                | Alma Rosa és Armando lánya                                                 | Talmács Márta                            |

## Érdekességek
- Emperatriz szerepére javasolták Anette Michel, Paola Nuñez, és Edith González színésznőket is.
- Gabriela Spanic saját magát javasolta a szerepre.
- A férfi szerepre José Ángel Llamast és Mauricio Islast is javasolták. A két színésszel Spanic korábban már forgatott novellát (A bosszú és Fogoly) ami problémás volt, ezért elutasította a közös munkát velük.
- Gabriela Spanic és Bernie Paz már játszottak együtt a Második esély című sorozatban 2006-ban.
- Ez a novella az első szerepe Gabriela Spanicnak a TV Azteca vállalatnál, amióta 2010 decemberében aláírta a szerződését a társaságnál.
- Julieta Egurrola és Cristina Michaus korábban a Seňora című sorozatban játszottak együtt.

## Korábbi verzió
- Az 1990-1991 között készült Emperatriz venezuelai telenovella a Venevisiontól. Főszereplők: Marina Baura, Raúl Amundaray és Astrid Carolina Herrera.

## Nemzetközi kiállítás
| LTU    | Meilė ir kančia / Love and Passion | LNK TV1                  |
| CHL    | Emperatriz                         | TVN                      |
| PRI    | Emperatriz                         | WKAQ-TV                  |
| DOM    | Emperatriz                         | Antena Latina            |
| PAN    | Emperatriz                         | TVO                      |
| HUN    | A császárnő                        | Cool TV                  |
| CRO    | Emperatriz                         | RTL Televizija           |
| COL    | Emperatriz                         | Caracol TV               |
| USA    | Emperatriz                         | Azteca America           |
| VEN    | Emperatriz                         | Venevision               |
| ISR    | משולש גורלי                        | Viva Plus                |
| HND    | Emperatriz                         | Canal 11                 |
| MAL    | Emperatriz                         | Astro Bella Mustika HD   |
| BRN    | Emperatriz                         | Astro Bella              |
| Grúzia | შურისძიების სახელით                | Imedi Media Holding      |
| ROM    | Emperatriz                         | Acasă TV                 |
| CYP    | αυτοκράτειρα                       | LTV                      |
| SAU    | كيد إمرأة                          | OSN Ya Hala! Arabella HD |
| IND    | Permaisuri                         | TVRI                     |
| PAK    | كيد إمرأة                          | Hasnna                   |
| NIC    | Emperatriz                         | Televicentro             |
| ESP    | Emperatriz                         | Nova                     |
| RUS    | императрица                        | Canal 1                  |
| ARE    | إمبراطورة                          | Canal Arabella           |
| PER    | Emperatriz                         | ATV                      |
| SLV    | Emperatriz                         | Canal 4                  |
| ECU    | Emperatriz                         | RTS                      |
| BOL    | Emperatriz                         | Red Bolivision           |
| LBN    | EmperaTeresa                       | OTV                      |

## Fordítás
- Ez a szócikk részben vagy egészben  az   Emperatriz című angol Wikipédia-szócikk fordításán alapul.  Az eredeti cikk szerkesztőit annak laptörténete sorolja fel. Ez a jelzés csupán a megfogalmazás eredetét és a szerzői jogokat jelzi, nem szolgál a cikkben szereplő információk forrásmegjelöléseként.